# Zjawisko Purkiniego

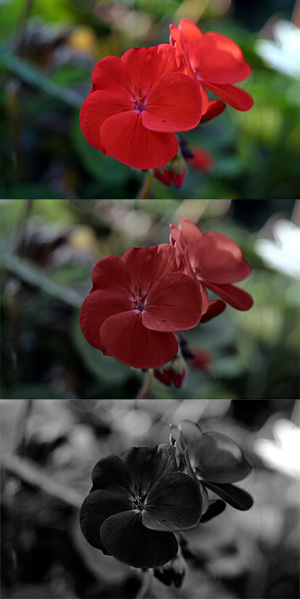
Symulacja widzenia czerwonej pelargonii przy normalnym świetle (fotopowe), o zmierzchu (mezopowe) i nocą (skotopowe)

Zjawisko Purkiniego – zjawisko z zakresu fizjologii widzenia, polegające na zaburzeniu percepcji jasności barw przy słabym oświetleniu (przy tzw. widzeniu mezopowym). Nazwa pochodzi od odkrywcy tego zjawiska Jana Ewangelisty Purkyniego, czeskiego fizjologa i histologa.
Purkyně zauważył, że przy adaptacji oczu do zmierzchu światło o krótkiej długości fali (na przykład niebieskie lub niebieskozielone) jest postrzegane jako jaśniejsze niż światło o długiej fali (czerwień). Pochodnym złudzeniem jest wrażenie, że w słabym oświetleniu ruchome czerwone obiekty wydają się szybciej przybliżać niż takie same obiekty o barwie niebieskiej.

## Mechanizm występowania
Wyjaśnienie tego zjawiska leży w budowie siatkówki oka ludzkiego. Siatkówka posiada dwa rodzaje receptorów wzrokowych – czopki i pręciki. Pręciki są znacznie bardziej czułe na światło, działają nawet przy bardzo słabym oświetleniu (jest to „widzenie pręcikowe”, inaczej widzenie skotopowe). Pręciki jednak nie rozróżniają barw. Dlatego przy słabym świetle widzimy świat czarno-biały.
Czopki pozwalają rozróżniać barwy (jest to „widzenie czopkowe” lub widzenie fotopowe), lecz aby zaczęły reagować, w otoczeniu musi być odpowiednia ilość światła (co najmniej 6 luksów).
Ludzkie oko ma trzy podstawowe rodzaje czopków, reagujących na fale o dużej, średniej i małej długości (czerwone, zielone, niebieskie). Gdy spada ilość światła w otoczeniu (np. zmierzch), stopniowo wyłącza się widzenie fotopowe, widzenie skotopowe jest aktywne nadal. Przy tym najszybciej przestają reagować na światło czopki odpowiedzialne za widzenie fal długich (czyli światła czerwonego). W efekcie gdy mamy do czynienia ze światłem o natężeniu od ok. 3 do 5 luksów barwa czerwona wydaje się nam czarna i znacznie ciemniejsza niż barwa niebieska o obiektywnie takiej samej jasności.
Podczas dnia subiektywnie postrzegana jasność barw jest inna – światło czerwone wydaje się nam jaśniejsze niż obiektywnie tak samo jasne światło niebieskie. Ową zmianę subiektywnie postrzeganej jasności barw nazwano właśnie zjawiskiem Purkyniego lub efektem Purkyniego.

## Skutki
Zjawisko Purkiniego jest po części odpowiedzialne za większą liczbę wypadków komunikacyjnych w trakcie zapadania zmierzchu. Ze względu na zmianę subiektywnie postrzeganej jasności i szybkości ruchu obiektywnie tak samo jasnych powierzchni, kierowcy inaczej oszacowują odległość i prędkość niż podczas dnia, co staje się przyczyną kolizji.